# Máximo de Turín
San Máximo de Turín es el primer obispo de la diócesis de Turín cuyo nombre es conocido. 
Los datos disponibles sobre su vida y obras son muy inciertos. De todas formas, su episcopado no parece haberse iniciado antes del 380 ni haber continuado más allá del 423. Es posible que estuviera presente en el Concilio de Turín del año 398. En la Historia de los Concilios de Mansi (VI,143; VII,959. 965 ss.) aparece un homónimo participando en los sínodos de Milán (451) y de Roma (465), mas no se puede asegurar la identidad con nuestro Máximo. La Iglesia Romana celebra su fiesta el 25 de junio.
En torno al lugar de su nacimiento se duda entre Volterra (Trentino) o Vercelli (Turín). Los que se inclinan por este último insinúan también la posibilidad de un influjo espiritual de san Eusebio de Vercelli. Pero no existen razones definitivas para ninguna opinión. Se desconoce también la fecha de su consagración episcopal.

## La cuestión de los dos Máximos
El erudito marsellés Genadio dice hacia finales del siglo V (De viris illustribus, 41: PL 58,1100 ss.) que un tal «Maximus episcopus Taurinensis» (Máximo obispo de Turín) fue firmatario en el sínodo de Milán (451) y en el de Roma (465). Como según informe del mismo Genadio «Maximus moritur Honorio et Theodosio iuniore regnante» (muere bajo el reinado de Honorio y Teodosio el joven), habría que suponer la existencia de dos obispos homónimos en distinta fecha, ya que estos emperadores no fueron compañeros de gobierno nada más que hasta el 423. Para salvar esta dualidad de personajes en Genadio, algunos leen en lugar de moritur (muere) oritur (nace, florece). Esta lectura paleográficamente es posible, pero de admitirse cambia totalmente el sentido de la expresión que vendría a significar el retraso de la época del nacimiento de Máximo y el traslado de su episcopado por lo menos hasta el 465, fecha del sínodo romano. Ambas hipótesis, a favor o en contra de la identidad de personajes, son igualmente dudosas, ya que carecemos de documentación más precisa.

## La cuestión crítica
La misma situación dudosa se repite en el caso de su obra. En 1784 Pío VI encargó a Bruno Bruni la primera edición de las obras completas de Máximo. Esta misma edición, sin apenas retoques, fue reproducida posteriormente en Migne (PL 57). Pero del total de lo editado por Bruni, casi 40 títulos proceden del obispo arriano Maximino. Hoy se está generalmente de acuerdo en la necesidad de una revisión a fondo de toda la producción de Máximo y en la urgencia de una nueva edición crítica de su obra. Sus escritos, partiendo de esta base insegura, habían sido distribuidos algo artificialmente en tres grupos: homilías, sermones y tratados. Las primeras, sobre todo las de tema cuaresmal, resultan interesantes bajo el punto de vista histórico y litúrgico, pero son de dudosa atribución. Los sermones ofrecen un particular interés histórico como exponentes de la situación social y de las costumbres generalmente reinantes en la Italia del siglo V. Finalmente, los tratados se distinguen por su gran precisión teológica. Excepción hecha de los tratados sobre el Bautismo, que no son auténticos, en este tipo de obras la temática es preferentemente cristológica y eclesiológica.
Existe un punto común que domina toda esta producción, auténtica o no, atribuida a Máximo, y es su sentido pastoral. Pero hay que terminar reconociendo que en estas condiciones de inseguridad crítica resulta extremadamente difícil, por no decir imposible, determinar y caracterizar la doctrina de Máximo.